# Samuel Katz
Pour les articles homonymes, voir Katz.
Samuel Katz ou Shmuel "Mooki" Katz (hébreu : שמואל "מוקי" כץ), né le 9 décembre 1914 et mort le 9 mai 2008, est un écrivain et homme politique israélien.
Ancien membre dirigeant de l'Irgoun, élu à la première Knesset sur les listes du Herout, il est aussi connu pour ses nombreux livres, dont une biographie de Vladimir Jabotinsky.

## Jeunesse
Il est né en Afrique du Sud en 1914, sous le nom de Samuel Katz. En 1930, il rejoint le mouvement Betar. En 1936, il s'installe en Palestine et rejoint l'Irgoun. En 1939, il est envoyé à Londres par Vladimir Jabotinsky pour y négocier sur l'avenir de la Palestine. Il est le rédacteur en chef du journal The Jewish Standard et écrit pour le Daily Express et le Jerusalem Post.

## Carrière politique
En 1946, il retourne en Palestine et intègre la direction d'Irgoun où il s'occupe des relations extérieures. Il est l'un des sept membres de la direction suprême d'Irgoun et porte-parole de l'organisation,.
En 1948, il assiste à l'attaque de l'Altalena par les troupes du Palmah sur les côtes de Tel-Aviv.
Shmuel Katz est l'un des fondateurs du parti politique Hérout et du Mouvement pour un Grand Israël en 1967 et favorise la création du groupe américain Americans for a Safe Israel.
En 1977, Katz devient le conseiller diplomatique du premier ministre Menahem Begin. Il l'accompagne deux fois à Washington où il a été chargé d'expliquer quelques points au président Jimmy Carter. Il quitte cette fonction le 5 janvier 1978 à cause de différends avec le gouvernement sur les propositions de paix avec l'Égypte.

## Écrivain
Samuel Katz est l'auteur de Battleground : Fact and Fantasy in Palestine (en) écrit en 1973. Il y décrit les racines du conflit israélo-arabe du point de vue  révisionnisme sioniste. Il attaque ce qu'il appelle une propagande utilisée par les Arabes à propos des origines du conflit et essaie de les réfuter en affirmant que « la majorité des réfugiés arabes n'ont été chassés de Palestine par personne. La grande majorité est partie de sa propre volonté ou suivant les ordres et exhortations de leurs chefs, avec l'assurance que leur départ favorisera la guerre contre Israël. » Cette version classique des faits a été relativisée dans les années 1990 par plusieurs « Nouveaux historiens israéliens », dont certains comme Benny Morris ont changé leur position après la Seconde intifada.
Il a également consacré une partie de sa vie à la biographie de Vladimir Jabotinsky, Lone Wolf : A Biography of Vladimir (Ze'Ev) Jabotinsky (titre contenant un jeu de mots, Ze'Ev signifiant loup en hébreu, Wolf en anglais).